# Oldřichov na Hranicích
Oldřichov na Hranicích (deutsch Ullersdorf) ist ein Ortsteil der Stadt Hrádek nad Nisou in Tschechien. Er liegt zwei Kilometer nordöstlich von Hrádek nad Nisou an der Grenze zu Polen und gehört zum Okres Liberec.

## Geographie
Oldřichov na Hranicích bildet mit Kopaczów ein geschlossenes Besiedlungsgebiet, das sich entlang des Oldřichovský potok / Lubota (Ullersdorfer Bach) erstreckt. Im Osten erhebt sich der Vřesový vrch (Heideberg, 341 m), südöstlich entspringt der Oldřichovský potok. Südwestlich liegt der See Kristýna. Das Dreiländereck mit Polen und Deutschland liegt zweieinhalb Kilometer westlich des Dorfes an der Einmündung des Oldřichovský potok / Lubota in die Lausitzer Neiße.
Westlich führt die Bahnstrecke Zittau–Liberec vorbei. Im Süden verläuft die Ortsumgehung Hrádek nad Nisou der Schnellstraße R 35, die am Dreiländereck über polnisches Gebiet nach Zittau führt. Am westlichen Ortsrand führt eine zweispurige Schnellstraße als Verbindung der tschechischen Schnellstraße R 35 zur deutschen Bundesstraße 178n in Richtung Sieniawka.
Nachbarorte sind Kopaczów im Norden, Białopole im Nordosten, Uhelná im Osten, Václavice im Südosten, Grabštejn und Hrádek nad Nisou im Süden, Loučná und Hartau im Südwesten, Luptin im Westen sowie Zittau im Nordwesten.

## Geschichte
Das Dorf wurde im Jahre 1287 als Ulrici villa erstmals erwähnt und gehörte ursprünglich zur Herrschaft Grafenstein. Seit 1381 sind die Herren von Bieberstein als Besitzer eines Anteils von Ullersdorf, den sie ihrer Herrschaft Friedland zuschlugen, nachweisbar. Im Laufe der Zeit kam es zu einer vollständigen Zersplitterung des Dorfes zwischen beiden Herrschaften.
Bei der 1620 erfolgten Teilung der Standesherrschaft Friedland gelangten die Friedländer Anteile zur Standesherrschaft Seidenberg. Mit dem Übergang der Oberlausitz an Kursachsen ergab sich daraus 1635 die neue Situation der Teilung des Ortes in einen sächsischen und einen böhmischen Anteil, wobei es in Ullersdorf keine klare Grenzlinie gab, sondern beide Anteile auf der Grundlage der Flurstücke stark durchmischt waren. Bei der nach dem Dreißigjährigen Krieg einsetzenden Rekatholisierung mussten die evangelischen Herren von Tschirnhaus die Herrschaft Grafenstein an Matthias Gallas verkaufen. Nachfolgend wurde die Bevölkerung des böhmischen Anteils größtenteils wieder katholisch und nach Grottau gepfarrt. Die Ullersdorfer Kirche befand sich im sächsischen Anteil und blieb evangelisch.
Infolge der Teilung der Oberlausitz auf dem Wiener Kongress von 1815 wurde Sächsisch Ullersdorf der Standesherrschaft Reibersdorf angeschlossen. Erste Verhandlungen zu einer Grenzbereinigung gab es im Jahre 1815. Im Jahre 1830 gehörten 80 Häuser des Dorfes mit 493 Einwohnern zu Böhmisch Ullersdorf. Die Dorfaue am Ullersbach gehörte zu einem Drittel zum böhmischen Teil. Außerdem bestand in Böhmisch Ullersdorf ein Meierhof und eine Schule.
Am 5. März 1848 erfolgte der Abschluss eines Grenz- und Territorialvertrages zwischen Sachsen und Österreich, der den Austausch der verschiedenen En- und Exklaven beider Staaten beinhaltete und am 12. März 1849 umgesetzt wurde. Die nunmehr klare Grenzlinie zwischen dem böhmischen Ullersdorf und dem sächsischen Oberullersdorf bildete im Niederdorf der Lauf des Ullersbaches, im Mitteldorf die Dorfstraße und im Oberdorf die davon abzweigende Straße nach Kohlige. Dadurch gelangten 34 Häuser mit 248 Einwohnern von Böhmisch Ullersdorf zu Oberullersdorf und Ullersdorf erhielt 76 Häuser mit 367 Bewohnern von Sächsisch Ullersdorf. Wegen der unterschiedlichen Konfession wurde festgelegt, dass die Katholiken beider Dörfer nach Grottau und die Protestanten nach Oberullersdorf gepfarrt blieben. Nach der Aufhebung der Patrimonialherrschaften bildete Ullersdorf ab 1850 eine politische Gemeinde im Gerichtsbezirk Kratzau bzw. Bezirk Reichenberg. Insgesamt bildeten beide Gemeinden eine dörfliche Einheit. Zwischen 1853 und 1859 entstand westlich des Dorfes die Eisenbahn von Zittau nach Reichenberg, die Bahnstation wurde auf sächsischem Gebiet angelegt. 1869 lebten in Ullersdorf 787 Menschen und im Jahre 1900 waren es 1031. Zu dieser Zeit bildete der Grenz- und Schmuggeltourismus eine wesentliche Einnahmequelle der Bewohner. Nach dem Ersten Weltkrieg bestanden in Ullersdorf sechs Gasthäuser.
Nach der Gründung der Tschechoslowakei wurde der tschechische Ortsname Oldřichov na Hranicích eingeführt und die Dorfstraße im Mitteldorf zur neutralen Zone deklariert. Wegen des zunehmenden Kraftverkehrs wurde 1919 eine besondere Regelung getroffen. Auf der Straße galten die sächsischen Verkehrsregeln, während im restlichen Teil von Ullersdorf, wie in der Tschechoslowakei üblich, im Linksverkehr gefahren wurde. 1930 hatte die Gemeinde 891 Einwohner.
Nach dem Münchner Abkommen wurde Ullersdorf 1938 dem Deutschen Reich zugeschlagen und gehörte bis 1945 zum Landkreis Reichenberg. 1939 lebten in der Gemeinde 721 Menschen. Nach dem Ende des Zweiten Weltkrieges kam Oldřichov na Hranicích zur Tschechoslowakei zurück und die deutschen Bewohner wurden bis 1946 vertrieben. Durch die Grenzziehung entlang der Lausitzer Neiße lag Oldřichov na Hranicích nun an der Grenze zu Polen und Oberullersdorf erhielt den Namen Kopaczów. 1950 hatte die Gemeinde Oldřichov na Hranicích nur noch 382 Einwohner. Die Grenzbrücken über den Oldřichovský potok wurden geschlossen und in Kopaczów eine neue Umgehungsstraße zum Oberdorf angelegt, so dass die Dorfstraße des Mitteldorfes ausschließlich zu Oldřichov na Hranicích gerechnet wurde. 1970 hatte das Dorf 386 Einwohner. 1980 wurde Oldřichov na Hranicích nach Hrádek nad Nisou eingemeindet, danach sank die Einwohnerzahl bis 1991 auf 219. Im Jahre 2001 bestand das Dorf aus 81 Wohnhäusern, in denen 241 Menschen lebten.

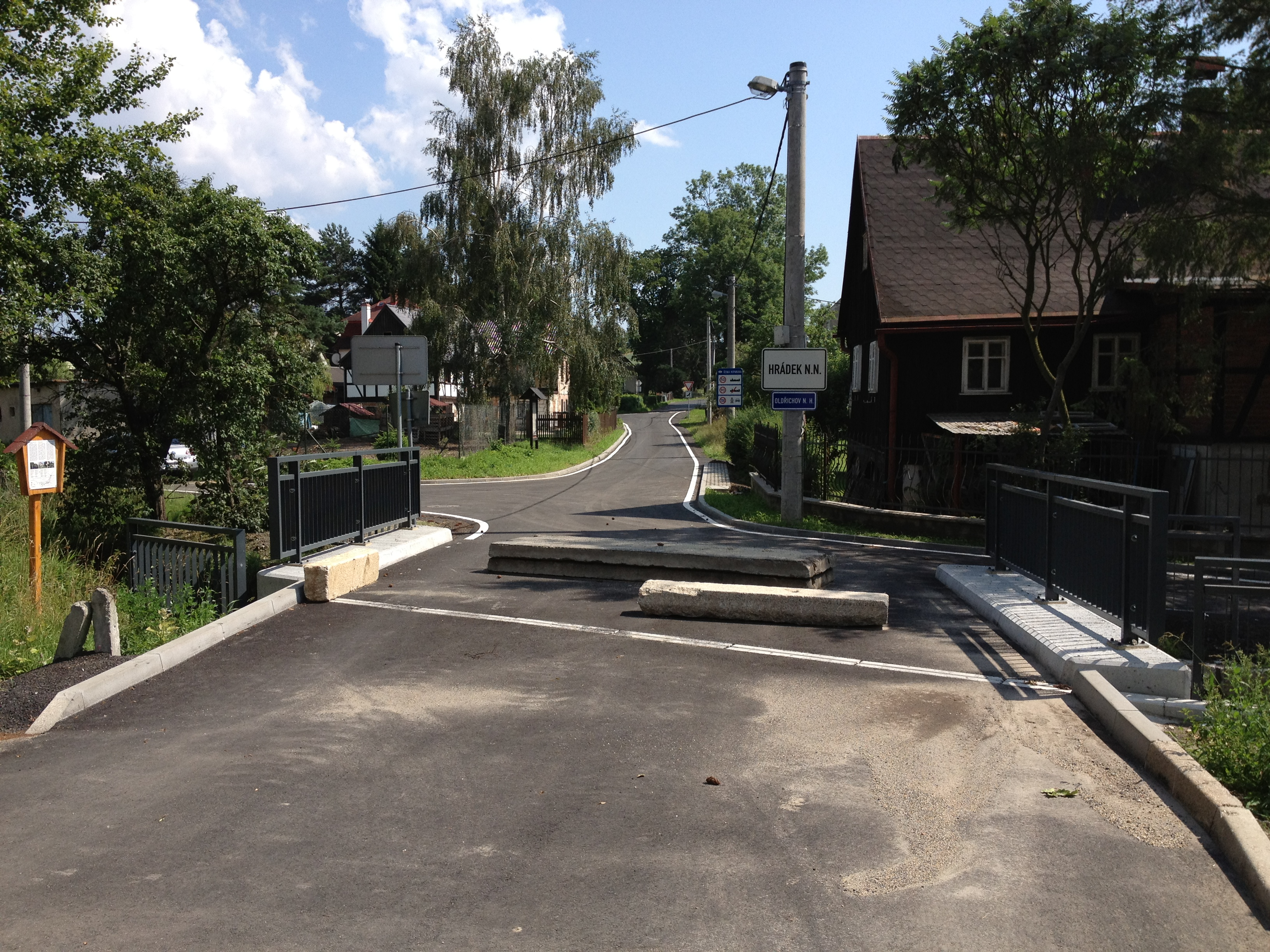
Grenzbrücke zwischen Kopaczow (Oberullersdorf) und Oldrichov (Ullersdorf). Blick von der polnischen Seite nach Tschechien.

1993 wurde westlich des Dorfes die alte Straßenverbindung nach Zittau wieder eröffnet. Seit 2010 besteht eine Straßenverbindung für Pkw nach Kopaczów im nordöstlichen Oberdorf. Im Mitteldorf ist die Verbindung zwischen beiden Ortshälften noch durch einen Erdhügel an der Grenzlinie unterbrochen. Die sanierte Grenzbrücke über den Ullersbach an der Kirche im Niederdorf ist momentan nur für Fußgänger und Radfahrer freigegeben.